# Веденин, Юрий Александрович
Ю́рий Алекса́ндрович Веде́нин (род. 23 августа 1937, Москва, СССР) — советский и российский географ, организатор науки.
Один из основателей Российского научно-исследовательского института культурного и природного наследия имени Д. С. Лихачёва. Заместитель председателя Союза краеведов России. Председатель правления Общества изучения русской усадьбы.
Специалист по рекреационной географии, географии искусства, теоретическим и прикладным вопросам охраны и использования культурного и природного наследия.

## Образование
- Московский лесотехнический институт по специальности ландшафтная архитектура и озеленение городов (1955—1960)
- Кандидат географических наук (1968)
- Доктор географических наук (1982)

## Профессиональная деятельность
С 1970 по 1982 гг. работал научным сотрудником и руководителем отдела в Институте географии Академии наук СССР. В 1992 году постановлением правительства Российской Федерации назначен директором-организатором Российского института культурного и природного наследия.
В 1992-1997 годах был членом коллегии Министерства культуры и туризма Российской Федерации.
Председатель редакционной коллегии журнала «Культурная и гуманитарная география» (с 2012).

## Награды и премии
- Благодарность Министра культуры и массовых коммуникаций Российской Федерации (7 декабря 2005 года) — за высокий профессионализм в работе при подготовке материалов к рассмотрению на заседании Правительства Российской Федерации 1 декабря 2005 г. вопроса «О мерах государственной поддержки музеев-заповедников и историко-культурных заповедников» [4].
- Премия фонда имени Д. С. Лихачёва (2012).

### Монографии
- Очерки по географии искусства. — СПб.: Дмитрий Буланин; М.: Институт Наследия, 1997. — 224 с. ISBN 5-86007-095-5
- Культурный ландшафт как объект наследия / Под ред. Ю. А. Веденина, М. Е. Кулешовой. — М.: Институт Наследия; СПб.: Дмитрий Буланин, 2004. — 620 с. ISBN 5-86443-110-9

### Важнейшие статьи
- Evaluation of the natural environment for recreation purposes // Ecistics. Vol. 31. № 1984. 1971. 0.6 п.л.
- Формирование дачных посёлков и садовых кооперативов на территории Московской области // Известия АН СССР. Сер. географическая. 1976 № 3. 0,8 п.л.
- Динамика территориальных рекреационных систем. Москва, Наука 1982. 13 п.л.
- Территориальная организация отдыха населения Москвы и Московской области. Москва. Наука. 1986. 16 п.л. (в соавторстве)
- Рекреационные ресурсы СССР. Москва, Наука. 1990. 10 п.л. (ответственный редактор)
- Веденин Ю. А., Шульгин П. М. Новые подходы к сохранению и использованию культурного и природного наследия России. Организационно-управленческие и финансово-правовые аспекты культурной политики // Обзорная и служебная информация. Вып. 10. / ГИВЦ. — М.,1992.
- Веденин Ю. А., Шульгин П. М. Новые подходы к сохранению и использованию культурного и природного наследия в России // Известия РАН. Сер. географическая. — 1992. — № 3.
- Веденин Ю. А. Место и роль наследия в возрождении культурного ландшафта России // Тезисы докладов второй международной конференции по сохранению и развитию уникальных исторических территорий — М., 1992. — С. 6—18.
- Проблемы формирования исторической среды в молодых городах // Ориентиры культурной политики. 1993. 0.7 п.л. 0.7 п.л.
- L’evolution du paysage confessionellede la Russie et des pays visins // L’espace geographigue 1993. p. 69-75. (совместно с А. Криндачом).
- Информационные основы формирования культурного ландшафта как объекта наследия //Известия РАН. Сер. географическая. 2003. № 3. 0.8 п.л.
- Искусство как один из факторов формирования культурного ландшафта // Известия АН СССР. Сер. геогр. — 1988. — № 1.
- Проблемы формирования культурного ландшафта и его изучения // Известия АН СССР. Сер. геогр. — 1990. — № 1. — С. 3-17.
- Культурный ландшафт как объект культурного и природного наследия // Изв. РАН. Сер. геогр. — 2001. — № 1. — С. 7-14. (Соавтор М. Е. Кулешова).
- Экологические проблемы сохранения исторического и культурного наследия. Материалы четвёртой научно-практической конференции. (Сборник статей)
- Мониторинг археологического наследия и Земельный кадастр. Сборник статей (по материалам семинара 1998—1999 гг.)
- Зарубежное законодательство в области сохранения культурного и природного наследия. Информационный сборник
- География искусства. Сборник статей. Вып. 2
- Проблемы сохранения и развития музеев-заповедников
- Культурно-ландшафтное районирование Тверской области. М., 1998
- Экологические проблемы сохранения исторического и культурного наследия. Материалы третьей научно-практической конференции. (Сборник статей) /Отв. ред. Ю. А. Веденин
- Проблемы и перспективы развития туризма в странах с переходной экономикой. Международная научно-практическая конференция.
- Экологические проблемы сохранения исторического и культурного наследия. Материалы пятой Всероссийской научной конференции. (Сборник статей)
- Русская усадьба на пороге XXI века. Хмелитский сборник. Вып. 3
- Сравнительный анализ практики управления культурными ландшафтами
- Археологический фактор в планировочной организации территории. Колл. авт.
- Очерки по географии искусства. М., 1997
- Наследие и государственная культурная политика. М., Институт наследия. 1996.
- География искусства. Вып.1
- Культурное и природное наследие России (концепция и программа комплексного атласа). М., 1995
- А. А. Лютый и картографирование наследия России
- Наследие и государственная культурная политика (сборник аналитических и информационных материалов)
- Культурная география
- Культурный ландшафт как объект наследия. СПб., 2004
- Природное и культурное наследие как основа формирования охраняемых территорий // Дурбанский аккорд: Материалы Пятого всемирного конгресса по особо охраняемым природным территориям. М., 2004. С.5-6
- Основные положения современной концепции управления культурным наследием // Наследие и современность: десять лет Институту Наследия. Информационный сборник. Вып.10. М., 2002. С. 7-18
- Экология культуры и сохранение наследия // Наследие и современность. Информационный сборник. Вып. 14. М., 2007. С. 3-14
- Основы географического подхода к изучению и сохранению // Наследие и современность. Информационный сборник. Вып. 12.. М., 2004. C. 3-21
- Концептуальные положения формирования государственной целевой программы «Культура русского Севера» // Наследие и современность. Информационный сборник. Вып. 12.. М., 2004. С. 22-40
- Государственная стратегия формирования системы достопримечательных мест, историко-культурных заповедников и музеев-заповедников в Российской Федерации // Наследие и Современность. Информационный сборник. Вып 13. М., 2006. С. 4-100
- Веденин, Ю. А. «Инертность и безразличие общества…» / беседовала Г. Онуфриенко // Обсерватория культуры: журнал-обозрение. — 2009. — N 1 (январь-февраль). — С. 42-48 . — ISSN 2072-3156